# Галісійський діалект
Галісійський діалект — мовний варіант іспанської (кастильської) мови, що з'явився в результаті взаємодії кастильської і галісійської мов в районах Іспанії, де говорять галісійською, в основному в Галісії. Завдяки тому, що більшість населення цих районів є двомовним, тобто говорить і кастільською, і галісійською мовами, цей вплив виявився особливо сильним.
Особливості цього діалекту є в основному особливостями галісійської мови, взяті у житок тими, хто говорять кастільською мовою. Один з варіантів цього діалекту отримав назву кастрапо.